# Il-2 Sturmovik (gra komputerowa)
Il-2 Sturmovik – komputerowy symulator lotu osadzony w realiach II wojny światowej, wyprodukowany przez rosyjskie studio Maddox Games i wydany na świecie w 2001 roku przez Ubisoft. Jest to pierwsza część serii gier komputerowych Il-2 Sturmovik. Gracz kieruje w niej samolotem wojskowym uczestniczącym w walkach na froncie wschodnim II wojny światowej.